# أبرشية مانشستر
أبرشية مانشستر هي أبرشية تقع في غرب وسط جامايكا، في مقاطعة ميدلسكس. عاصمتها ماندفيل، هي مركز تجاري رئيس، وعاصمة الأبرشية هي الوحيدة بين الأبرشيات غير الواقعة على الساحل أو على نهر رئيسي. كاتدرائية القديس بولس كروس  هي المَنظر الأسقفي لأبرشية ماندفيل الكاثوليكية اللاتينية.